# اس‌ام یوبی-۹۷
اس‌ام یوبی-۹۷ (به انگلیسی: SM UB-97) یک زیردریایی بود که طول آن ۵۵٫۵۲ متر (۱۸۲٫۲ فوت) بود. این زیردریایی در سال ۱۹۱۸ ساخته شد.